# Apodolirion
Apodolirion là chi thực vật có hoa trong họ Amaryllidaceae.